# Sergueï Ryjikov
Sergueï Nikolaïévitch Ryjikov (en russe : Сергей Николаевич Рыжиков) (aussi transcrit Ryzhikov) est un cosmonaute russe né le 19 août 1974. 

## Biographie
Ryjikov était lieutenant-colonel de l'armée de l'air russe jusqu'en 2012 dans la 14ème armée basée à Novossibirsk.

## Carrière àRoscosmos

### Sélection
Ryjikov a été sélectionné comme cosmonaute en 2006 dans le groupe militaire TsPK-14 par l'agence spatiale russe Roscosmos. Son entraînement de base s'est terminé trois ans plus tard.

### Missions spatiales

#### Expéditions 49et50(2016/2017)
Il décolle sur le Soyouz MS-02 le 19 octobre 2016 avec Andreï Borissenko et Shane Kimbrough et devient ingénieur de vol des expéditions expéditions 49 et 50. Il est de retour sur Terre le 10 avril 2017 après 173 jours en orbite.

### Deuxième mission (2019/2020)
Ryjikov commande le Soyouz MS-17 en 2020 pour participer à la fin de l'expédition 63 et commander l' expédition 64 de l'ISS. Cette dernière est marquée par les préparatifs de l'arrivée du laboratoire russe Nauka, qui doit décoller au printemps 2021 après des années de retards.

### Troisième mission (2025)
Ryjikov effectue sa troisième mission dans l'espace en participant à l'expédition 73 de l'ISS. Il décolle sur le Soyouz MS-27 le 8 avril 2025, en compagnie de Jonny Kim et Sergueï Mikaïev. 

## Galerie

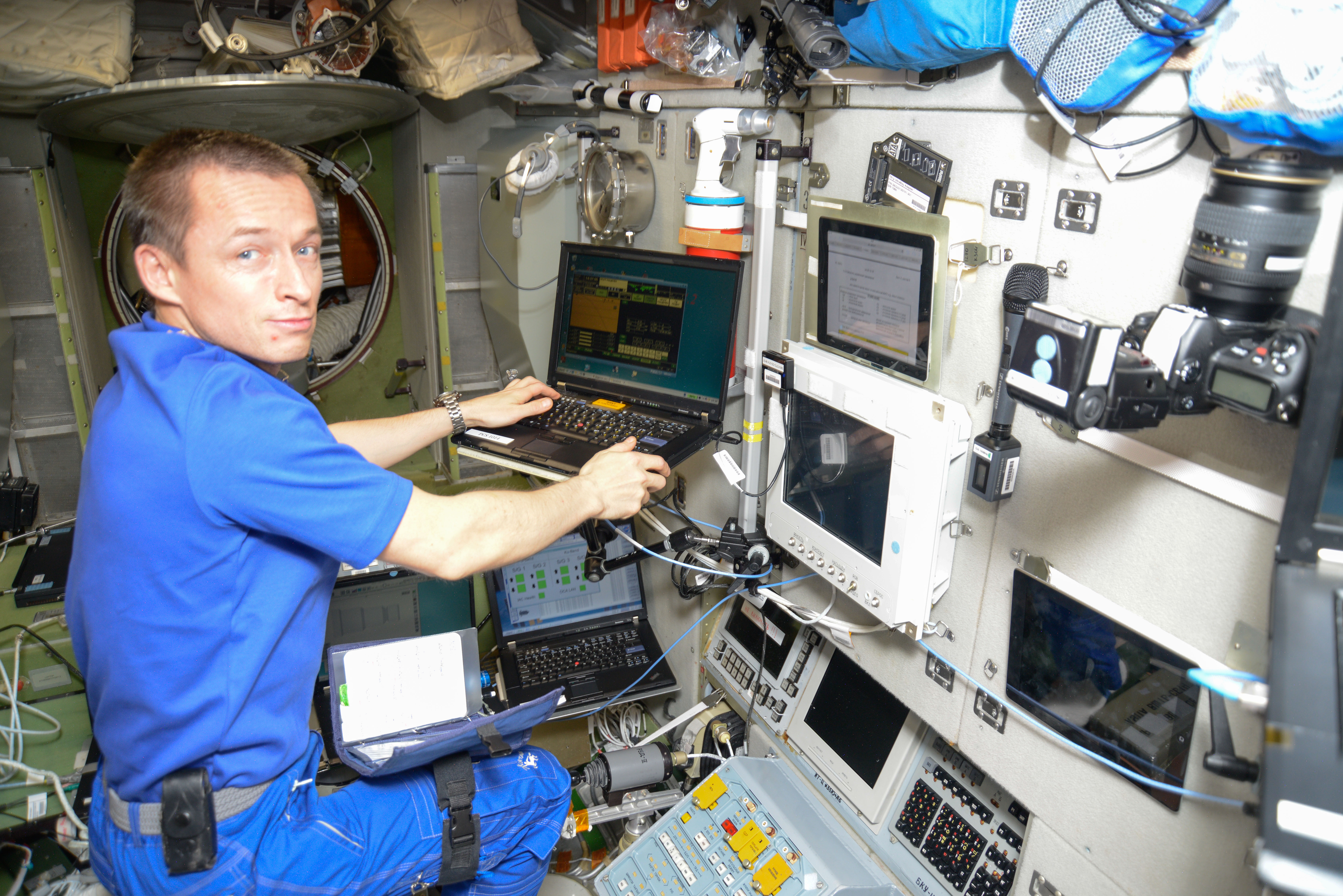
Ryjikov au travail dans le module Zvezda de l'ISS lors de l'expédition 50[4].
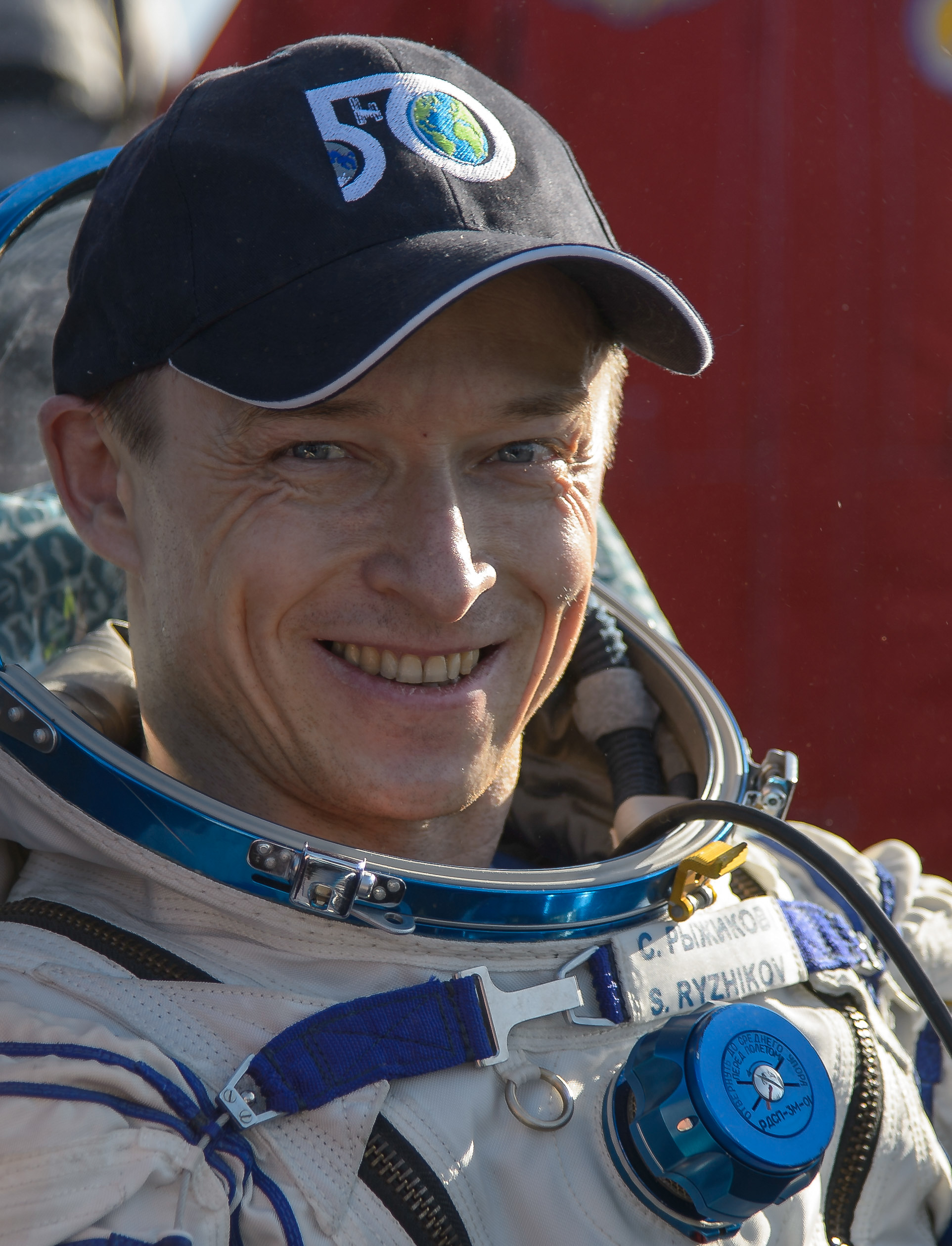
Ryjikov peu après sa rentrée dans les steppes kazakhes en 2017.